# Namsan (Gyeongju)
Namsan (남산, 南山, Südberg) ist ein 494 Meter hoher Gipfel im Gyeongju-Nationalpark, etwas südlich der Stadt Gyeongju, der alten Hauptstadt des Silla-Reiches im Südosten Südkoreas. Er ist ein beliebtes Ausflugsziel. Der Namsan ist Bestandteil des Weltkulturerbes Historische Stätten von Gyeongju.
Der Namsan ist Heimat vieler Relikte der Sillaperiode. Dort finden sich einige der Königsgräber sowie bedeutende Beispiele buddhistischer Kunst: ca. 80 Steinreliefs, 60 Steinpagoden und zahlreiche Tempel aus der Zeit zwischen 700 und 1000 unserer Zeitrechnung.